# Castelo de Cola
O Castelo de Cola, também conhecido como Castro da Cola ou Cidade de Marrachique, é um sítio arqueológico e um santuário mariano, situado no município de Ourique, distrito de Beja, em Portugal. Consiste numa povoação fortificada, habitada desde o neolítico até à Idade Média, com duas fases de ocupação intensiva, a primeira durante a Idade do Ferro e a segunda no período islâmico. O povoado islâmico teria alguma importância a nível regional, principalmente do ponto de vista militar, sendo então uma pequena fortificação, que fazia parte de uma rede defensiva. Com efeito, o topónimo Cola poderá ser uma corrupção do termo muçulmano Qal’a, que designa um forte. Além do sítio arqueológico em si, o conjunto do Castro da Cola também inclui uma igreja, conhecida como Santuário de Nossa Senhora da Cola, que é um importante centro de devoção Mariano no Alentejo.
As ruínas do Castro da Cola são conhecidas pelos investigadores portugueses pelo menos desde o século XVI, tendo sido referidas por André de Resende, mas os primeiros trabalhos arqueológicos sistemáticos só foram feitos em meados do século XX, por Abel Viana. Este sítio arqueológico encontra-se classificado como Monumento Nacional por Decreto publicado em 23 de Junho de 1910.

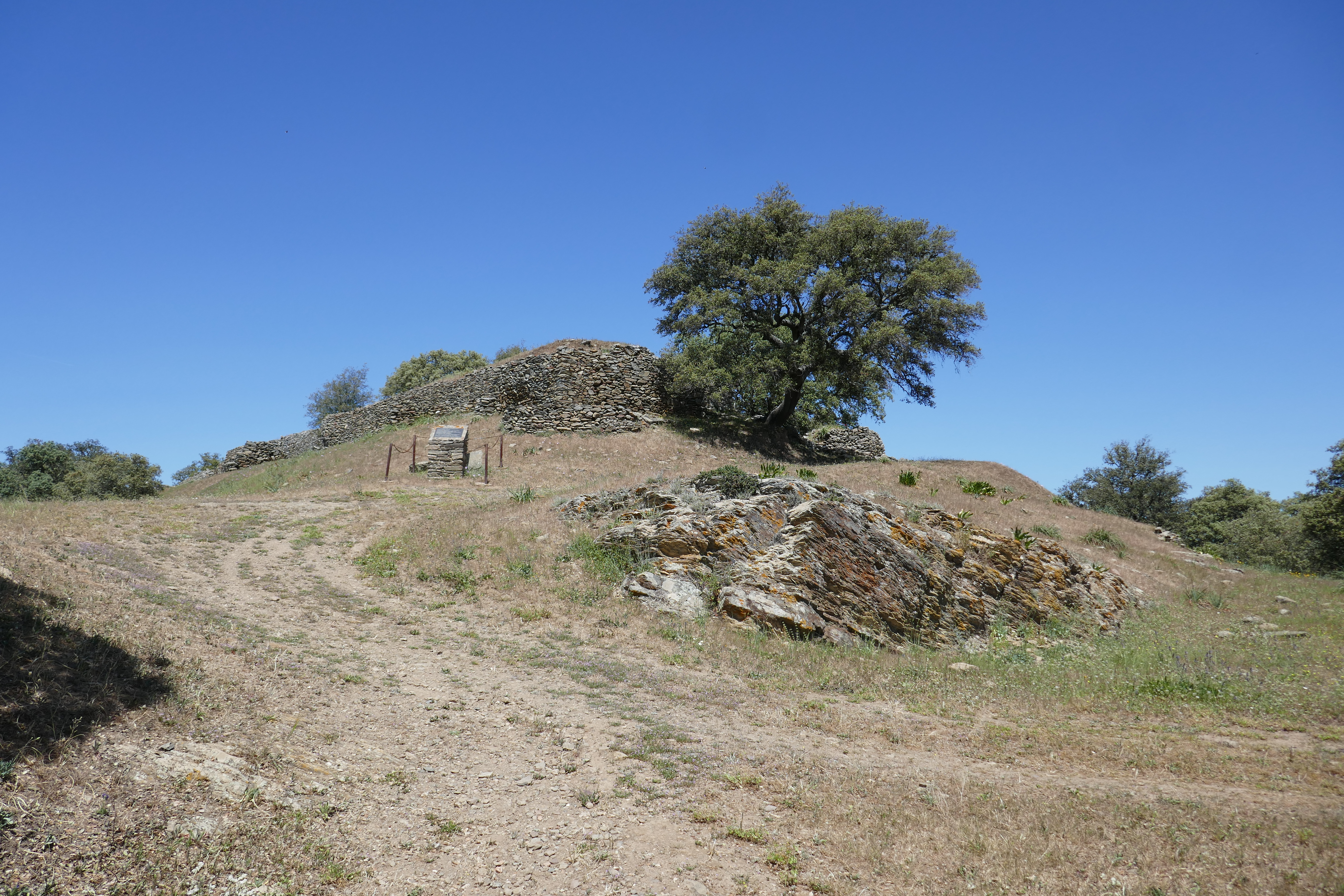
Entrada do sítio arqueológico, vendo-se ao fundo os vestígios de uma torre.

## Descrição

### Localização
O complexo do Castelo da Cola situa-se numa colina xistosa de grandes dimensões, com cerca de 200 m de altitude, rodeada em três lados por linhas de água: a poente encontra-se o Barranco do Burdo, a Norte o Barranco da Horta do Marchecão ou Marchicão, e a Sul o Rio Mira. Este local foi escolhido por permitir um bom controlo visual sobre a região em redor, e por ter condições naturais de defesa, especialmente nas margens dos barrancos, que eram bastante altas. Ao mesmo tempo, situava-se perto do Rio Mira, que então era um dos principais eixos de comunicação na região. Além disso, estava situado numa área rica em minério de cobre e de terrenos férteis. Localiza-se a a cerca de 6 Km da Aldeia de Palheiros, e a 12 km da vila de Ourique.
O Castelo da Cola é o elemento central centro de um conjunto de sítios arqueológicos na área em redor, conhecido como Circuito Arqueológico da Cola, que enquadra outros catorze pontos de interesse, abrangendo um longo período da história da região, desde o neolítico até à Idade Média.

### Composição

#### Sítio arqueológico
O Castro da Cola era protegido por um recinto de muralhas com um perímetro de cerca de 330 m, formando um polígono irregular, e que contava com várias torres de planta quadrangular. As muralhas foram construídas em xisto de origem local, com uma argamassa em terra, e nalgumas partes foi utilizado um aparelho espinhado, sendo portanto uma adaptação muito tardia do opus spicatum. A entrada principal situava-se na face nascente da muralha, e estava protegida por uma torre, da qual sobreviveu apenas o embasamento. Tinha uma configuração em cotovelo, algo de comum nas fortificações da região, principalmente a partir do século XI.
A povoação islâmica estava dividida em duas grandes áreas: uma tinha funções mais militares, enquanto que a outra consistia no núcleo urbano em si. A área militar era composta por um pátio central, onde se situava a entrada da povoação, e em redor do qual estavam dispostas dispostas várias estruturas de apoio à função militar, como armazéns e cavalariças. Através de uma passagem estreita penetrava-se na zona urbana, de maiores dimensões, e organizada em dois arruamentos, um central e outro ao longo de parte da muralha setentrional. Aqui encontravam-se tanto residências como espaços mais funcionais, como armazéns, lojas, oficinas e fornos, além de diversos poços e pelo menos uma cisterna. Algumas das casas estavam organizadas em redor de pátios centrais. José Leite de Vasconcelos descreveu as ruínas do Castro da Cola como uma série de aterros ou fortins, denominados de castelinhos pelos habitantes da região, existindo alguns aterros de grandes dimensões no topo da colina. Uma destas ruínas era conhecida como Castelinho do Pedaço da Parede. Encontrou igualmente um vão abobadado, cujas paredes estavam rebocadas e pintadas, tendo algumas partes do reboco sido transportadas para o Museu Etnológico.
Foram encontrados igualmente vestígios de ocupação na área fora das muralhas, nas vertentes para o rio Mira e a ribeira do Marchicão. Foi avançada a teoria de que a plataforma onde assenta a igreja poderá ter sido a antiga necrópole islâmica. O monumento conta igualmente com um centro de interpretação.
Leite de Vasconcelos relatou ainda a presença das ruínas de estruturas a alguma distância do santuário, conhecidas como Castelinhos d'além da Terra do Azinhal, que poderiam ter sido fortins.

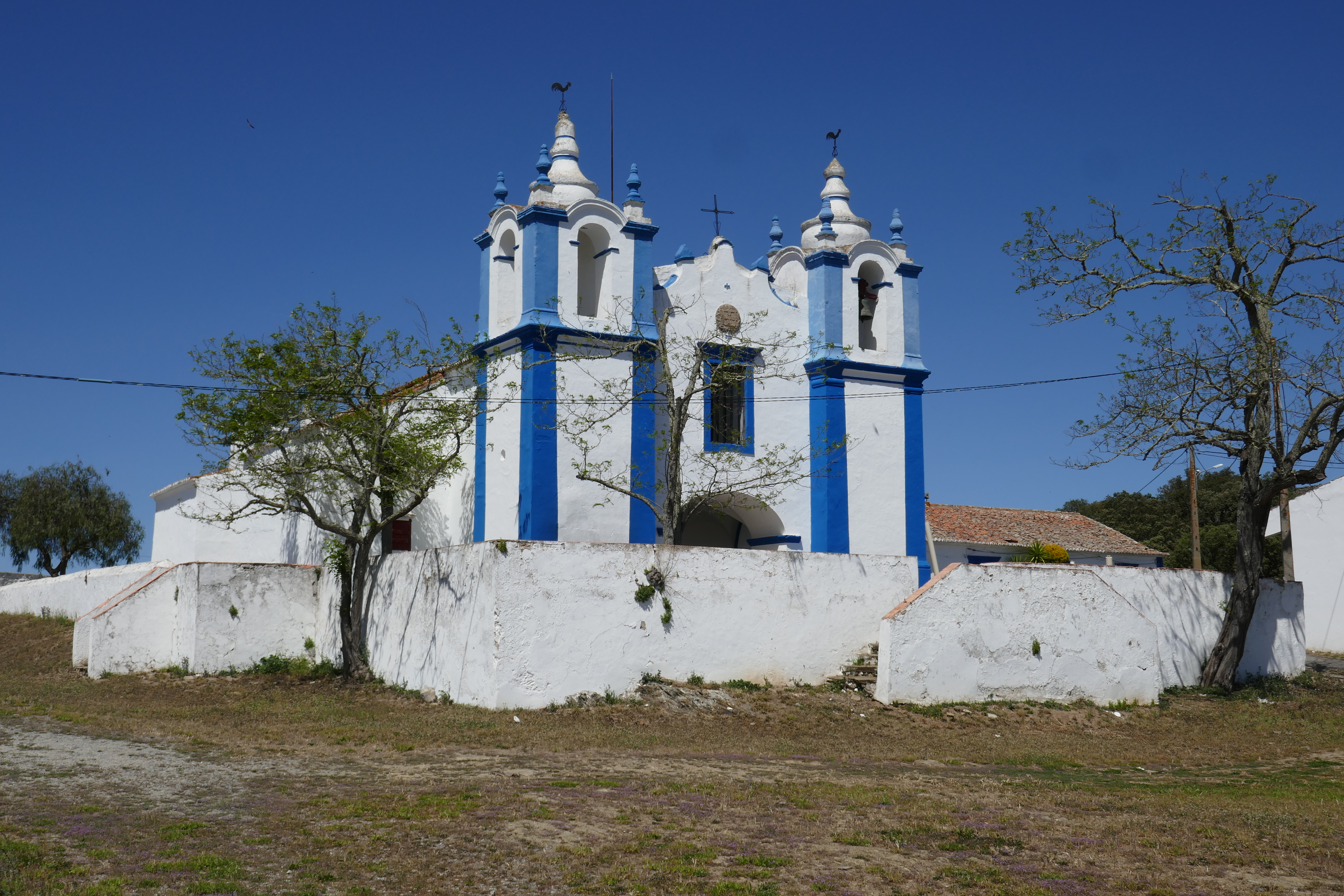
Igreja de Nossa Senhora da Cola, em 2023.

#### Santuário
Muito perto do sítio arqueológico encontra-se o Santuário de Nossa Senhora da Senhora da Cola, cujo conjunto inclui a Casa dos Romeiros. Eem 1897 José Leite de Vasconcelos refere a existência de uma fonte com a mesma invocação, e de vestígios de um edifício a poente do Santuário, que era popularmente identificado como a capela antiga.
O santuário é considerado um dos principais centros de peregrinação no Baixo Alentejo, sendo o culto da Senhora da Cola ainda bastante disseminado entre os habitantes da região. É palco de uma romaria anual, realizada em Setembro, tendo sido considerada pela Santa Casa da Misericórdia de Ourique, organizadora do evento, como «a tradição mais genuína do concelho».
Leite de Vasconcelos regista a presença de três cantigas populares antigas sobre a Senhora da Cola:

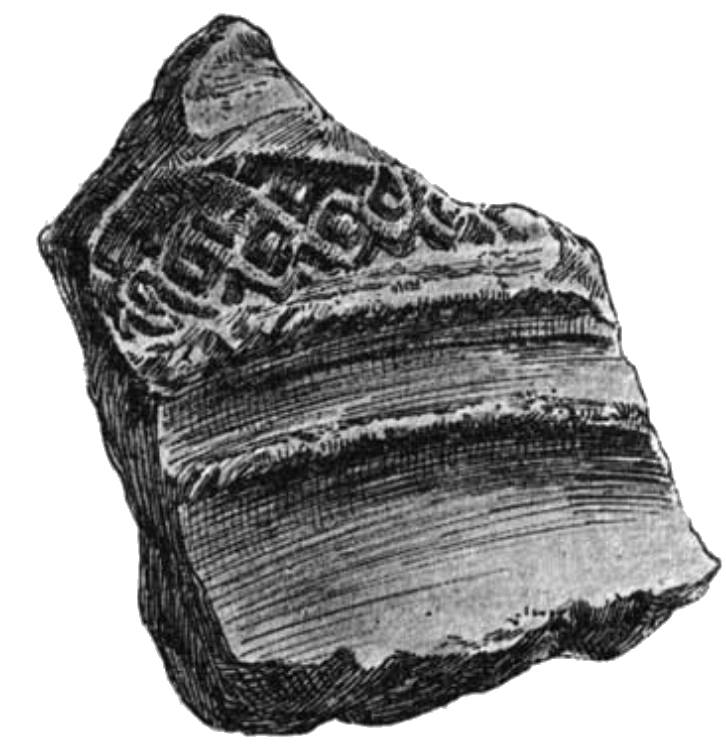
Gargalo ornamentado de um contentor, recolhido por José Leite de Vasconcelos em 1897.

| A Senhora da Cola É linda santinha: Hei-de convidá-la P'ra minha madrinha. | A Senhora da Cola Mora numa altura, Coberta de rosas Até á cintura. | A Senhora da Cola D'altares teve onze; Por cima das tôrres Dois galos de bronze. |

### Espólio
No sítio arqueológico foi descoberto um vasto conjunto de vestígios, correspondente a um diversificado leque de cronologias desde o Neolítico até à Idade Média, comprovando a sua longa ocupação humana. Entre os materiais mais antigos encontram-se duas mós de forma côncava, e uma pedra de forma arredondada, que seria um percutor, e que tinha um sulco no seu diâmetro, provavelmente devido ao uso de uma tira de couro ou uma corda, que o prendiam a um cabo, tendo Leite de Vasconcelos calculado que estas peças seriam dos finais do período neolítico ou dos princípios do calcolítico. Destaca-se igualmente a descoberta de uma espada em bronze, nas imediações do sítio arqueológico.
O conjunto da Idade do Ferro é muito expressivo, e incluiu uma curta espada de antenas, várias urnas em cerâmica, e contas de colar de vidro, de tipologias fenícia ou púnica, e de ouro. Quanto à época romana, foram encontrados dois fragmentos de fustes de colunas em calcário, pedras aparelhadas, tijolos grossos, ímbrices e um gargalo ornamentado, encontrados por Leite de Vasconcelos em 1897, além de pelo menos dois fragmentos de lucernas. Finalmente, os materiais relativos à Idade Média são compostos maioritariamente por fragmentos de cerâmica, principalmente dos finais do domínio islâmico da região, várias lápides com inscrições funerárias muçulmanas, e um conjunto de peças ligadas à tecelagem, como agulhas de fusos de fiação e cossoiros de chumbo.

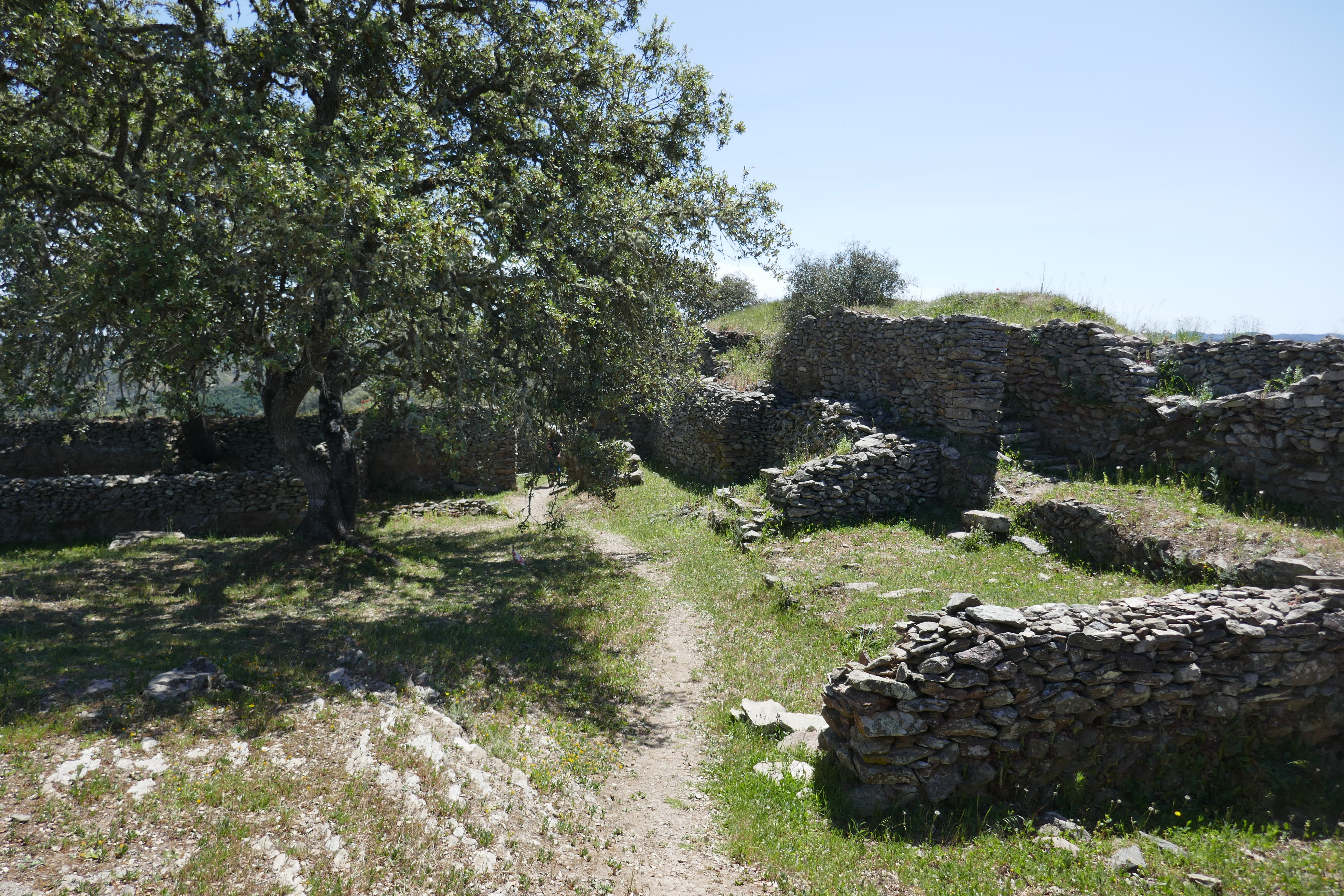
Ruínas de estruturas, no interior do Castro da Cola.

## História

### Construção e período romano
Segundo o historiador José Leite de Vasconcelos, as ruínas da Cola pertenciam a um castro anterior ao período romano, talvez dos finais do Neolítico ou dos princípios do Calcolítico. O espólio encontrado no local permite constatar que a ocupação terá continuado depois durante a Idade do Bronze, e alcançado uma maior intensidade na Idade do Ferro.
O castro foi depois habitado durante o domínio romano, embora o reduzido conjunto de espólio relativo a este período não permita concluir se terá sido alvo de um processo de romanização. Posteriormente, a povoação terá sido cristianizada.

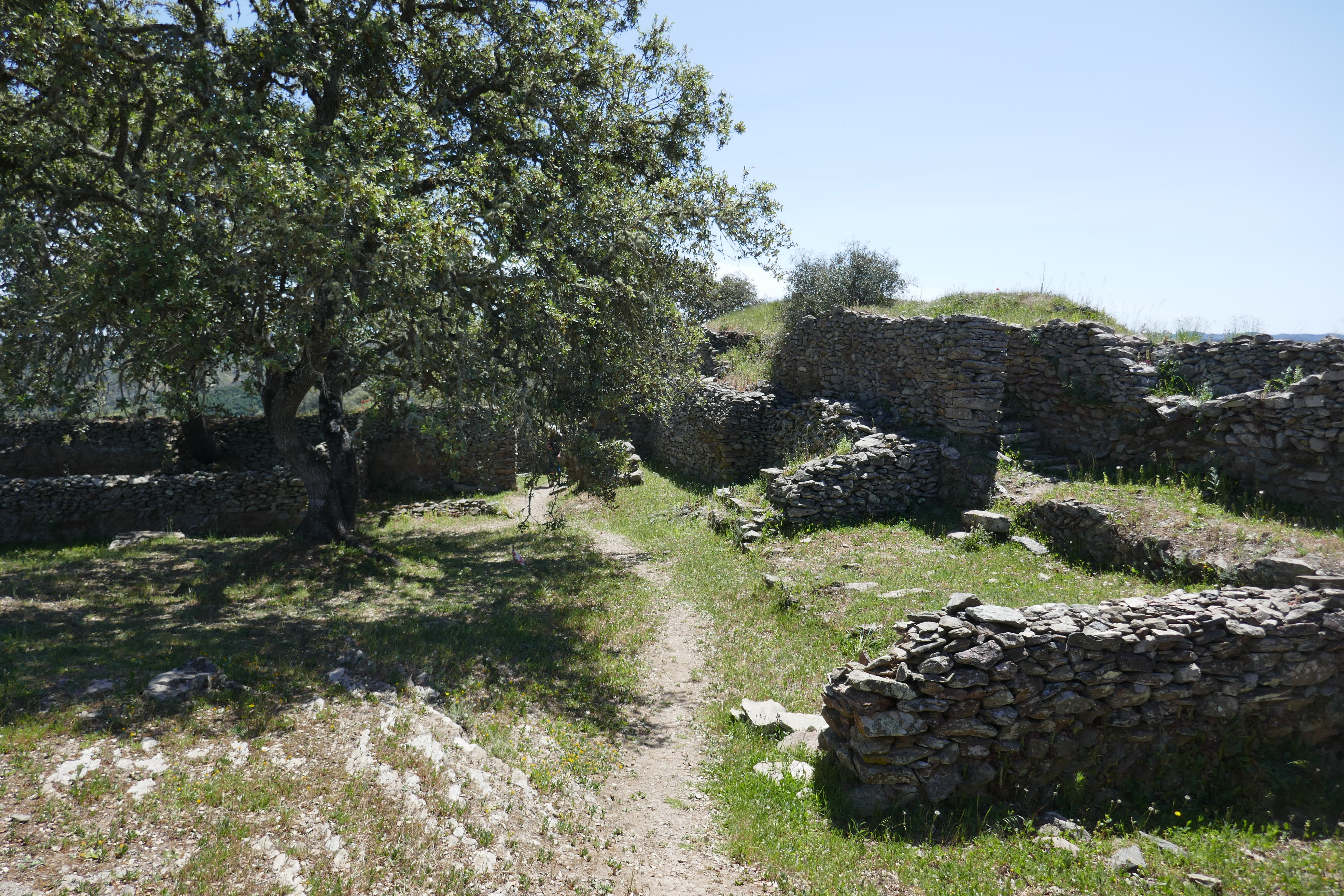
Interior do povoado do Castro da Cola

### O período medieval
A povoação terá atingido a sua maior importância durante a período muçulmano, como é testemunhado pelo rico espólio pertencente àquela época. Assim, o local poderá sido um hisn ou pequeno castelo, fazendo parte de um conjunto de fortificações islâmicas, que protegia as fronteiras marítimas e terrestres. Com efeito, no século XI esta era uma área de separação entre os reinos de taifas de Sevilha e de Silves. O castelo teria provavelmente o seu próprio sistema defensivo, com várias fortificações secundárias. Além do seu papel militar, também seria um importante pólo comunitário, com uma economia baseada na pastorícia e agricultura, que eram os principais recursos na região. Poderá igualmente ter sido um centro de tecelagem, devido ao vasto conjunto de espólio relativo a esta indústria que foi encontrado no local, e cujas peças produziam motivos decorativos de inspiração islâmica. O próprio nome de Cola é outra herança do seu passado islâmico, uma vez que provavelmente terá origem no termo Qal’a, que designa uma fortificação. É muito possível que a povoação islâmica do Castro da Cola tivesse o nome de Marjiq, que foi cristianizado para Marachique após a reconquista, surgindo estas denominações tanto em fontes muçulmanas como cristãs até ao século XIII. Existem dois sítios nas proximidades com nomes semelhantes, Marchicão e Marchica, que podem permitir uma identificação do Castelo de Cola como Mardjiq, povoação que teria sido conquistada pelas forças de Almondir e Ibne Uacir, antes de terem conquistado a cidade de Beja.
No século XI provavelmente já tinha funções militares, devido à sua localização, e no século XII tornou-se na sede de um concelho. Integrou-se portanto nos períodos das dinastias almorávida e almóada. No século XIII recebeu carta de foral, sendo já conhecida como Marachique, estando dentro da região de influência de Silves. Porém, logo no século XIV a povoação já se encontrava em profunda decadência, tendo sido totalmente abandonada no século XV, passando a sede de concelho para Ourique. No entanto, nesta centúria a fortificação ainda tinha funções militares e foi alvo de obras, tendo sido parcialmente modificada, embora mantendo alguns elementos islâmicos, como a porta em cotovelo.
Junto às ruínas foi construído o Santuário do Castro da Cola, dedicado a Nossa Senhora da Cola, ao qual se organizam regularmente romarias. Segundo uma lenda popular, foi no local do santuário que surgiu uma imagem da Nossa Senhora da Cola. Os habitantes construíram uma ermida noutro sítio, onde guardaram a imagem, embora ela voltasse sozinha para o local onde foi encontrada, e quando se fazia uma romaria para fazer regressar a imagem à nova ermida, estava aumentava tanto o seu peso durante o caminho que forçava os carregadores a voltarem para trás. Segundo José Leite de Vasconcelos, esta lenda é semelhante a outras que tinha registado, algumas delas já muito antigas. Uma outra lenda associada ao local é que durante o período mouro ouvia-se tocar um sino durante a manhã, no Dia de São João, dando à colina o nome popular de Fonte do Moinho do Sino ou Pego do Sino. Uma terceira crença popular ligada à colina do Castro da Cola é de que as mulheres que escorregassem numa laje natural perto de um dos barrancos, denominada de pedra escorregadia teriam mais sucesso durante um parto. Devido a esta lenda, era habitual ver-se os habitantes locais a escorregarem pela laje em dias de festa, tendo José Leite de Vasconcelos referido que já se tinha formado um grande sulco na pedra. Segundo o investigador, lendas semelhantes a esta foram encontradas noutros pontos do território nacional e em França.

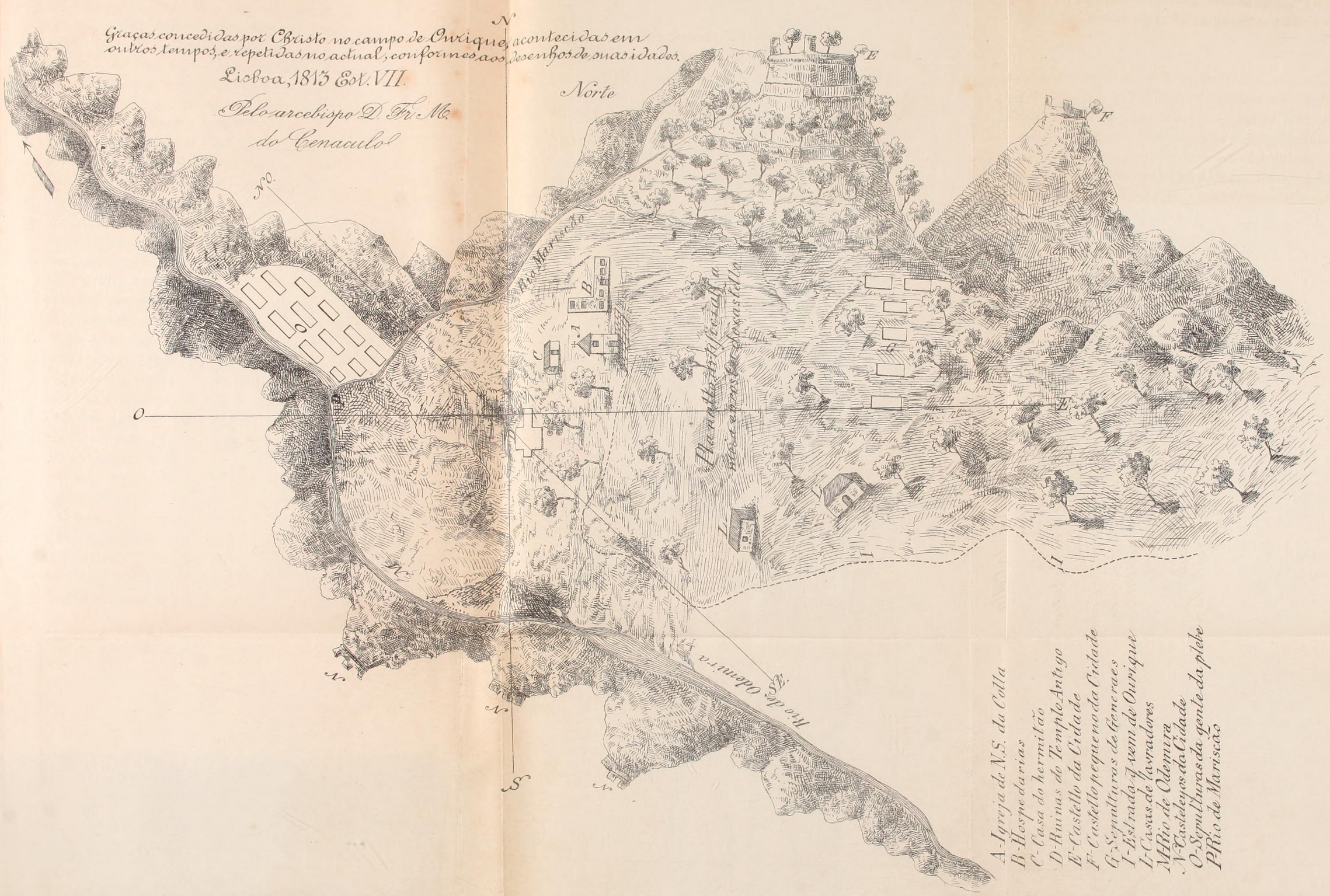
Mapa do Castelo da Cola, feito em 1813 por frei Manuel do Cenáculo, e depois copiado por Estácio da Veiga em 1891.

### Redescoberta
As ruínas do Castro da Cola já são conhecidas pelos historiadores há cerca de meio milénio, tendo sido referidas por André de Resende, Manuel do Cenáculo, Gabriel Pereira e Estácio da Veiga.
No seu livro Antiguidades Monumentaes do Algarve: Tempos Prehistoricos, publicada em 1891, Estácio da Veiga incluiu um texto de Gabriel de Pereira, da obra Notas de Archeologia de 1879, onde referiu que o sítio da Colla tinha sido visitado em 1573 por André de Resende e pelo rei D. Sebastião, e cerca de dois séculos depois por Frei Manuel do Cenáculo. Este religioso elaborou um mapa que foi depois reproduzido por Estácio da Veiga, e descreveu o Castelo de Cola na sua obra Cuidados litterarios do prelado de Beja em graça do seu bispado, de 1791: «Uma legua de Castro para o Sul, em montanha difficil, no sitio de S. Pedro das Cabeças ha signaes de fortaleza... e d'outras, uma dos Reis, outra das Juntas; [...] A da Senhora da Colla tem mais de 800 passos em circuito, em uma iminencia impraticavel por todos os lados, ficando n'um delles a juncção de duas ribeiras (Odemira, Mariscão). Nos cabeços dos outeiros que a cercam por dois lados ha vestigios de fortins que eram uma especie de reductos, e atalaias, que avisavam, e dificultavam o passo, dispostos de quarto em quarto de legoa e menos. A idéia que hoje se póde formar d'aquelles restos, então mão propria os não sonda, e nós podermos avançar as excavações, é de juizo incerto a muitos respeitos: podem ser de romanos, mouros e porventura dos lusitanos velhos que viviam «more spartiano», como diz Strabão. As muralhas têem 12 palmos de largura, sem a liga vitruviana; em parte são formadas de lages sobrepostas seccamente. A fortaleza da Colla tem como no centro uma cisterna antiga: a cerca consiste em simples cortina da qual sae de espaço a espaço uma obra angular de mui pequena extensão, e talvez seriam seus bastiões. Ha mais dois espaços e intervallos divididos por dois antemuraes, sem obra alguma reintrante capaz de fazer enganos, mas tal qual lhes serviria em vez de revelim ou meia lua. Os pequenos corpos angulares póde ser que servissem para flanquearem as torres de arremesso. Não apparecem vestigios de ter havido torres, e eram escusadas, porque estando as fortalezas a cavaleiro, ganhavam quaesquer elevações de terra... na margem de uma das ribeiras estão por longo espaço as sepulturas; na encosta da montanha achámos seis sepulturas, e algumas de 25 palmos em quadro.» Manuel do Cenáculo afirma que viu um capitel e várias lápides sepulcrais com caracteres fenícios ou turdetanos, e estoques longos em aço ou bronze já bastante calcinado, sem gume, com punhos pouco engrossados e com virotes chatos e engrossados.
Em 1897, o sítio foi investigado por José Leite de Vasconcelos, durante uma excursão à região do Baixo Alentejo. No entanto, os primeiros estudos rigorosos do local só foram feitos entre 1958 e 1964, pelo arqueólogo Abel Viana, tendo sido interrompidos pelo seu falecimento. Até então acreditava-se que o sítio tinha sido principalmente ocupado durante a época lusitana e romana, mas estas escavações permitiram descobrir um grande número de indícios do período islâmico, levando a uma reinterpretação das ruínas como uma fortaleza muçulmana. Os trabalhos arqueológicos levaram a algumas alterações nas ruínas, tendo-se acumulado pedras das escavações sobre as antigas muralhas, e foram feitas algumas aberturas para permitir o despejo de terras.
Em 1988, foram feitos trabalhos de limpeza e de levantamento topográfico das ruínas, e ano seguinte, foi alvo de uma intervenção de restauro e manutenção, tendo ambas as campanhas sido coordenadas pelo arqueólogo Virgílio Nuno Hipólito Correia, Em 2000 foram feitos novos trabalhos arqueológicos no local, de acompanhamento das obras de instalação do centro de interpretação. Em 2002 fizeram-se escavações e intervenções de manutenção e conservação, orientadas por Isabel Alexandra Paiva Fernandes Pires e Maria Mulize Neves Ferreira, tendo-se confirmado a presença de áreas de malha urbana no exterior das muralhas, no lado Sudoeste, e na face setentrional foi encontrada uma estrutura de funções militares. Entre 2004 e 2005 foi alvo de trabalhos arqueológicos, no âmbito do Plano de Ordenamento da Albufeira de Santa Clara, de forma a permitir a apresentação de propostas para a salvaguarda do monumento.
Em 30 de Janeiro de 2019, foi publicado o decreto-lei 22/2019, que transferiu as responsabilidades pela gestão e conservação de vários monumentos do governo para as autarquias locais, incluindo o Castro da Cola, que foi passado para o município de Ourique. A exploração do sítio arqueológico foi oficialmente transferida para a Câmara Municipal de Ourique em 15 de Março de 2022. Em Abril de 2019, foi lançada a obra VII Cadernos Culturais d’Ourique, que inclui o artigo Marachique/Castro da Cola, no final do Período Islâmico: Reflexões sobre a sua Muṣallā, de António Rafael Carvalho.

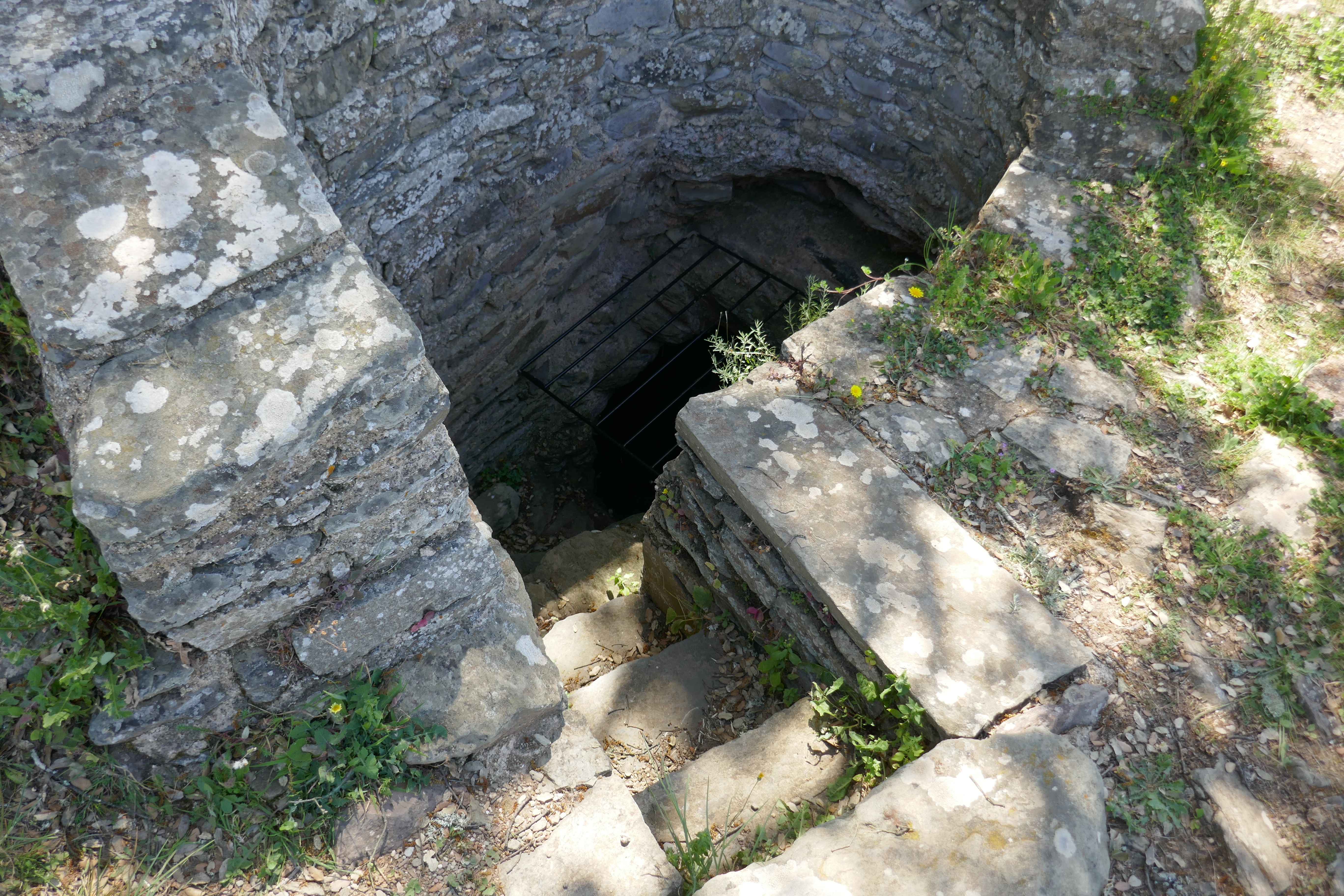
Vestígios de uma cisterna no Castro da Cola.

## Leitura recomendada
- BELTRAN, Antonio (1964). «Un plomo arabe en Nossa Senhora da Cola (Portugal), hallado por Abel Viana». Caesaraugusta
- CORREIA, Fernando Branco (2014). «Castro da Cola». Discover Islamic Art. Place: Museum With No Frontiers
- CORREIA, Fernando Branco (1997). Intervenção Arqueológica no Castro da Cola: Relatório. Lisboa: [s.n.]
- MARTINEZ, Susana Gomes (1998). «A Cerâmica de Verde e Manganés do Castro da Cola (Ourique)». Actas das 2ª Jornadas de Cerâmica Medieval e Pós Medieval
- MARTINEZ, Susana Gomes (2000). Guia: Circuito Arqueológico da Cola. [S.l.: s.n.]
- MESTRE, Joaquim Ferreira (1992). Cerâmica muçulmana do Castro de Nossa Senhora da Cola. [S.l.: s.n.]
- TORRES, Cláudio; MACIAS, Santiago (1998). O legado islâmico em Portugal. Lisboa: Círculo de Leitores
- VIANA, Abel (1958). «Castro de Nossa Senhora da Cola (Ourique)». Arquivo de Beja (15). Beja. p. 25-35
- VIANA, Abel (1959). «Notas históricas, arqueológicas e etnográficas do Baixo-Alentejo, 1- Castro de Nossa Senhora da Cola (Ourique)». Arquivo de Beja (16). Beja. p. 3-24